# Венглінець (гміна)
Гміна Венглінець (пол. Gmina Węgliniec) — місько-сільська гміна у південно-західній Польщі. Належить до Згожелецького повіту Нижньосілезького воєводства.
Станом на 31 грудня 2011 у гміні проживало 8811 осіб.

## Площа
Згідно з даними за 2007 рік площа гміни становила 338.44 км², у тому числі:
- орні землі: 9.00%
- ліси: 82.00%

Таким чином, площа гміни становить 40.38% площі повіту.

## Населення
Станом на 31 грудня 2011:
| Опис     | Загалом | Загалом | Чоловіки | Чоловіки | Жінки | Жінки |
| -------- | ------- | ------- | -------- | -------- | ----- | ----- |
| одиниця  | осіб    | %       | осіб     | %        | осіб  | %     |
| все      | 8811    | 100     | 4368     | 49.57    | 4443  | 50.43 |
| міське   | 3066    | 100     | 1522     | 49.64    | 1544  | 50.36 |
| сільське | 5745    | 100     | 2846     | 49.54    | 2899  | 50.46 |

## Сусідні гміни
Гміна Венглінець межує з такими гмінами: Гоздниця, Ілова, Новоґродзець, Осечниця, Пенськ, Пшевуз.